# Manfredi (cognome)
Manfredi è un cognome di lingua italiana.

## Varianti
De Manfroni, Friello, Manfellotti, Manfellotto, Manferdini, Manferlotti, Manfra, Manfrà, Manfré, Manfreda, Manfredini, Manfredino, Manfredo, Manfredoni, Manfredonia, Manfredonio, Manfrellotti, Manfrellotto, Manfreo, Manfriani, Manfrida, Manfriello, Manfrin, Manfrinato, Manfrini, Manfroi, Manfron, Manfroni, Manfrotto.

## Origine e diffusione
Rappresenta la patronimizzazione del prenome maschile di origine germanica Manfredi, variante di Manfredo, con il quale condivide lo stesso significato.
Il cognome è diffuso in tutta Italia.
La variante Manfrin è veneta; Manfré è siciliano; Manfra e Manfriello sono meridionali; Friello è campano.
Manfredi, è stato anche il cognome di un nobile casato di origine germanica, che in epoca medievale esercitò la signoria sulla città di Faenza.

## Persone
- Alberghetto Manfredi, nobile italiano (n.1222 - Imola, † 1275)
- Francesco I Manfredi, nobile italiano (Faenza, † 1343)
- Guidantonio Manfredi, nobile italiano (n.1407 - † 1448)